# سباهي (سلطان أباد)
سباهي (بالفارسية: صباحی) هي منطقة سكنية تقع في إيران في قسم سلطان أباد الريفي. يقدر عدد سكانها بـ 295 نسمة بحسب إحصاء 2016.